# Jules Grévy
Pour les articles homonymes, voir Grévy.
Jules Grévy, né le 15 août 1807 à Mont-sous-Vaudrey (Jura) et mort le 9 septembre 1891 dans la même commune, est un homme d'État français, président de la République du 30 janvier 1879 au 2 décembre 1887.
Originaire du Jura, il s'installe à Paris pour y exercer la profession d'avocat, où il se fait remarquer par son éloquence. Il est notamment secrétaire de la Conférence et bâtonnier de l'ordre des avocats.
Militant républicain, il est commissaire du gouvernement dans le Jura après la révolution de 1848, avant d'être élu député de ce département à l'Assemblée nationale constituante (1848-1849) puis à l'Assemblée nationale législative (1849-1851), dont il devient vice-président.
Prônant une autorité moindre pour le pouvoir exécutif, il propose un amendement contre l'élection du président de la République au suffrage universel. Il défend également la liberté de la presse et vote contre l'état de siège. Après avoir été brièvement emprisonné dans la foulée du coup d'État de 1851 de Louis-Napoléon Bonaparte, il se consacre au barreau.
À la fin du Second Empire, il fait son retour en politique et retrouve un siège de parlementaire. À la suite de la restauration de la République, il est l'un des chefs de file des républicains modérés ; il préside l'Assemblée nationale de 1871 à 1873 et la Chambre des députés de 1876 à son élection à l'Élysée. Il prend part à la crise de 1877 contre la restauration de la monarchie.
Vainqueur de l'élection présidentielle de 1879, il succède au maréchal de Mac Mahon et devient le premier président de la République française émanant des rangs républicains. Réélu en 1885, il est contraint à la démission au terme de près de neuf ans de présidence, à l'âge de 80 ans, en raison du scandale des décorations impliquant son gendre Daniel Wilson, qui sera finalement acquitté.
L'expression « Constitution Grévy » est utilisée en référence à son discours d'intronisation devant les chambres en 1879 et à sa pratique du pouvoir. Perpétuée par ses successeurs, celle-ci marque un tournant majeur, avec la pérennisation de la République et un chef de l'État se tenant en retrait. Pour ses opposants, cette situation a créé une instabilité dans les institutions de la Troisième République.
Toujours sur le plan intérieur, il lutte contre le boulangisme et préfère nommer à la présidence du Conseil des modérés plutôt que des figures comme Léon Gambetta ou Jules Ferry. Sa présidence est également marquée par l'adoption de plusieurs symboles républicains (fête du 14 Juillet, La Marseillaise, loi de 1881 sur la liberté de la presse). En politique étrangère, il s'oppose au nationalisme revanchard face à l'Empire allemand ainsi qu'à l'expansion coloniale.

## Situation personnelle

### Naissance, origines et famille
François Jules Paul Grévy est issu d'une famille de grands propriétaires terriens aux convictions républicaines, son père s'étant engagé lors de la Révolution française. Il est le frère d'Albert Grévy et de Paul Grévy.

### Mariage et descendance

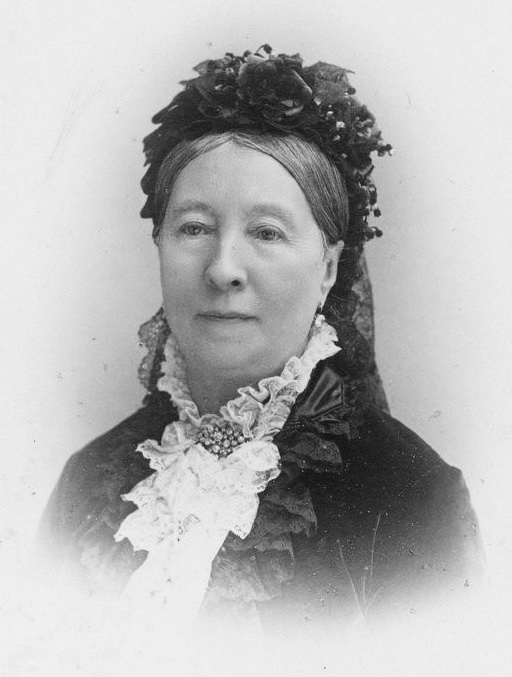
Coralie Grévy, son épouse.

Jules Grévy se marie le 29 août 1848 à Paris, avec Coralie Fraisse, fille d'un négociant tanneur de Narbonne. Ils ont une fille : Alice (1849-1938). Jules Ferry fut plus tard témoin du mariage de sa fille avec Daniel Wilson, en 1881.

### Franc-maçonnerie
Franc-maçon, il appartient à la Loge d'Arras « La Constante Amitié », du Grand Orient de France.

## Formation et carrière

### Études
Jules Grévy suit d'abord des études au collège de l'Arc à Dole. Lorsque le collège est repris par les jésuites à ses seize ans, son père, républicain convaincu, le retire et l'inscrit au collège de Poligny, réputé pour la qualité de ses enseignements et dirigé par un prêtre non-jésuite.
Passionné par la littérature, notamment par Voltaire, Jules Grévy est un excellent élève, qui reçoit de nombreux prix. Il poursuit ses études à Besançon, où les lycées et facultés ont bonne réputation, puis à Paris, où il obtient une licence à l'École de droit.

### Carrière d'avocat
Arrivé dans la capitale peu avant les Trois Glorieuses, Jules Grévy vit rue de Grenelle-Saint-Honoré puis rue de Richelieu et fréquente régulièrement le café de la Régence, où il se lie d'amitié avec le poète Alfred de Musset. L'écrivain Edmond About dira à son propos : « Grévy est buveur, galant et grave. C'est le président qu'il faut aux Français ».
Après avoir passé le barreau, Jules Grévy devient avocat. Ses débuts sont difficiles sur le plan financier. En 1836, pour augmenter ses revenus, il publie Le Procédurier, un « recueil général de formules pour tous les actes judiciaires auxquels donnent lieu les dispositions du Code de procédure, du Code civil et du Code de commerce » : il s'agit d'une sorte de code de procédure pour particuliers.
En 1837, il est admis à la cour royale de Paris en tant qu'avocat stagiaire. L'année suivante, il devient secrétaire de la Conférence du barreau de Paris. Après avoir interrompu sa carrière en 1848, il exerce à nouveau sa profession d'avocat sous le Second Empire. En 1862, il devient membre du conseil de l'ordre, étant constamment réélu jusqu'à son élection à la présidence de la République. En 1868, il est élu membre du conseil de discipline des avocats à la cour impériale de Paris et bâtonnier de l'ordre des avocats de la capitale. Président de l'Assemblée nationale, il reste avocat mais donne surtout des consultations, plaidant peu. Une fois devenu chef de l'État, il vend son cabinet à Pierre Waldeck-Rousseau.

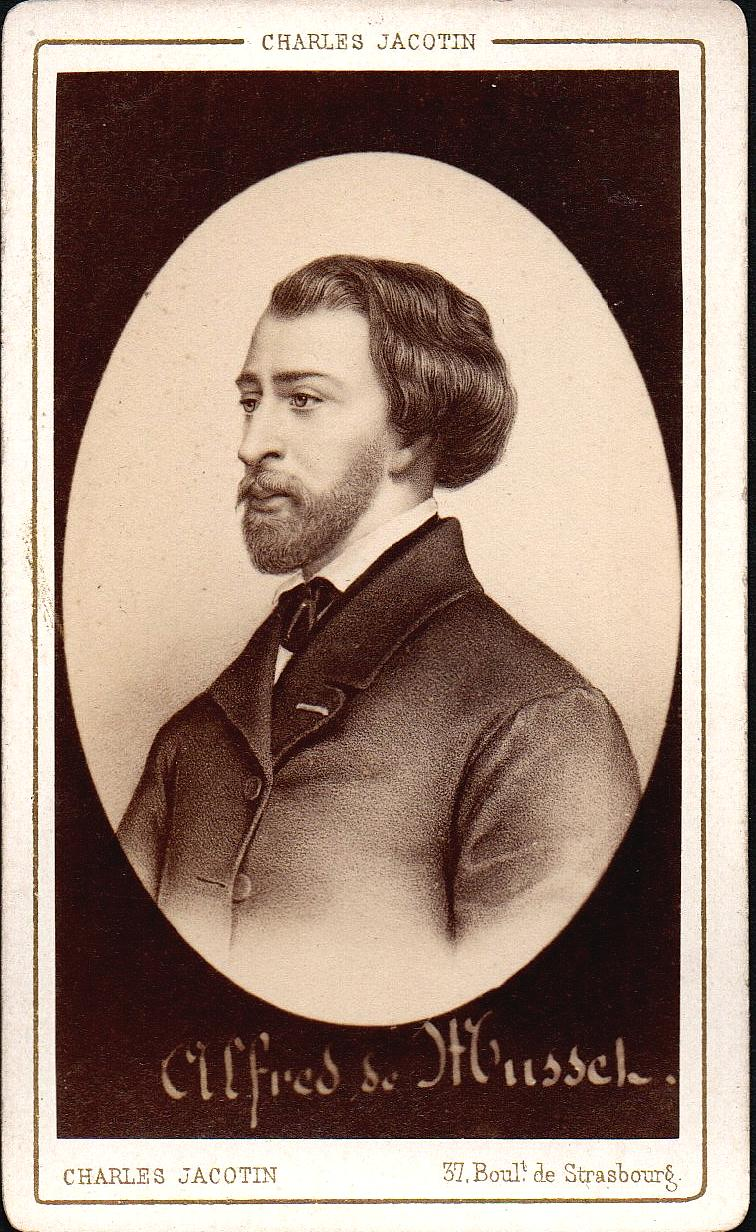
Le poète Alfred de Musset, ami et client de Jules Grévy.

Son collègue Me Laurier écrit : « À la barre, il est redoutable […]. Il plaide avec une simplicité extraordinaire, sans faste, presque sans bruit, comme un homme qui ne s'attache qu'au raisonnement ; il ne fait aucun cas du reste. Il parle d'une voix claire, nette, peut-être un peu molle, contraste singulier avec le nerf de sa dialectique ; mais sous cette parole négligée et comme flottante, on sent bien vite une argumentation de premier ordre […]. Il plaît malgré lui, par une espèce de bonhomie ronde et malicieuse en même temps, qui donne à sa logique une saveur particulière et fait de lui une sorte de Phocion légèrement teinté de Franklin ».
Jules Grévy plaide principalement à des procès civils et correctionnels. En 1839, il défend M. Philippet, cordier-mécanicien, dans l'affaire des Saisons, du nom d'une association jacobine dont les membres – notamment Auguste Blanqui, Armand Barbès et Martin Bernard – ont mené une insurrection, aboutissant à leur comparution pour atteinte à la sûreté de l'État devant la Chambre des pairs constituée en haute cour de justice. L'année suivante, il plaide dans le procès d'un deuxième groupe d'accusés pour le tailleur Quigniot. Ses deux clients sont respectivement condamnés à six et quinze ans d'emprisonnement.
Il défend également deux fois Le National, journal hostile à la Seconde Restauration poursuivi pour délit politique. Lors du procès en appel « des Treize », qui se tient en novembre 1864 pour juger des figures républicaines comme Louis-Antoine Garnier-Pagès, Hippolyte Carnot, Jules Ferry et Charles Floquet, il délivre une plaidoirie qui renforce sa notoriété. Contrairement à son confrère Jules Favre, il met l'accent sur le raisonnement juridique et non sur les émotions.
Jules Grévy est aussi l'avocat d'Alfred de Musset, qui tente sans succès de récupérer ses lettres d'amour à George Sand.

## Ascension politique

### Commissaire du gouvernement
Sous la monarchie de Juillet, deux révoltes ont lieu dans son Jura natal : celle d'Arbois (1834) et celle des pommes de terre de Lons-le-Saunier (1840). Depuis Paris, Jules Grévy condamne ces mouvements, estimant que la république doit s'installer durablement, par voie légale.

Carte de la France contemporaine présentant en rouge le Jura, dont Jules Grévy est originaire et dont il est commissaire du gouvernement puis député.

Sa carrière politique commence lorsqu'il est nommé commissaire du gouvernement (équivalent du préfet) dans son Jura natal par Alexandre Ledru-Rollin, ministre de l'Intérieur dans le gouvernement issu de la révolution de 1848. Ses missions sont d'assurer la transition de démocratique, de maintenir l'ordre et de nommer des républicains dans l'administration. Le Jura compte de nombreuses communes faiblement peuplées, agricoles et conservatrices, alors que les plus grandes villes du département sont davantage ouvrières et républicaines.
Jules Grévy arrive le 5 mars 1848 à Lons-le-Saunier, où le préfet Napoléon Thomas lui transfère ses pouvoirs. Il a alors une réputation de modéré, hostile aux mouvements révolutionnaires comme à la restauration de la monarchie.
S'il nomme des figures modérées (comme Xavier Loiseau en tant que maire de Lons-le-Saunier), il essaie de contrebalancer avec la désignation d'adjoints plus intransigeants (tels qu'Antoine Sommier à Lons-le-Saunier). À Dole, lorsqu'un maire qu'il a choisi est remplacé par un révolutionnaire sous la pression populaire, Jules Grévy refuse d'avoir recours à la force pour changer la situation. Il laisse également en fonction le maire légitimiste de Taxenne et dénonce les violences contre les ecclésiastiques comme des atteintes inacceptables à la liberté des cultes.
Refusant de traiter les dénonciations qu'il reçoit et maintenant les fonctionnaires faisant allégeance à la République, il fait l'objet de critiques des républicains radicaux. Le mois même de sa nomination, le ministre Ledru-Rollin, alerté de ses premières décisions, nomme pour le seconder un commissaire adjoint, Antoine Commissaire, puis un commissaire général, Anselme Pétetin. Toutefois, ceux-ci n'ont guère d'influence sur Jules Grévy, qui s'appuie sur des sous-commissaires pour administrer le département et poursuivre sa politique de conciliation.
Sur la question fiscale, il est régulièrement sollicité par les Jurassiens. Il se fait l'écho de leurs demandes au niveau national, mais le gouvernement modifie uniquement à la marge les règles relatives aux droits sur le sels, les vins et les viandes. Se rendant dans les fiefs de la contestation (Arbois, Dole, Salins…), Jules Grévy incite au remplacement des contrôles inopinés à domicile, très impopulaires, par des abonnements collectifs. Par la suite, il joue avec succès de ses relations à Paris pour réduire la pression fiscale sur les boissons pour ses administrés.
En mai 1848, après son élection à l'Assemblée nationale constituante, le conservateur Auguste Pétetin lui succède.

### Deux premiers mandats de député

#### Élection de 1848

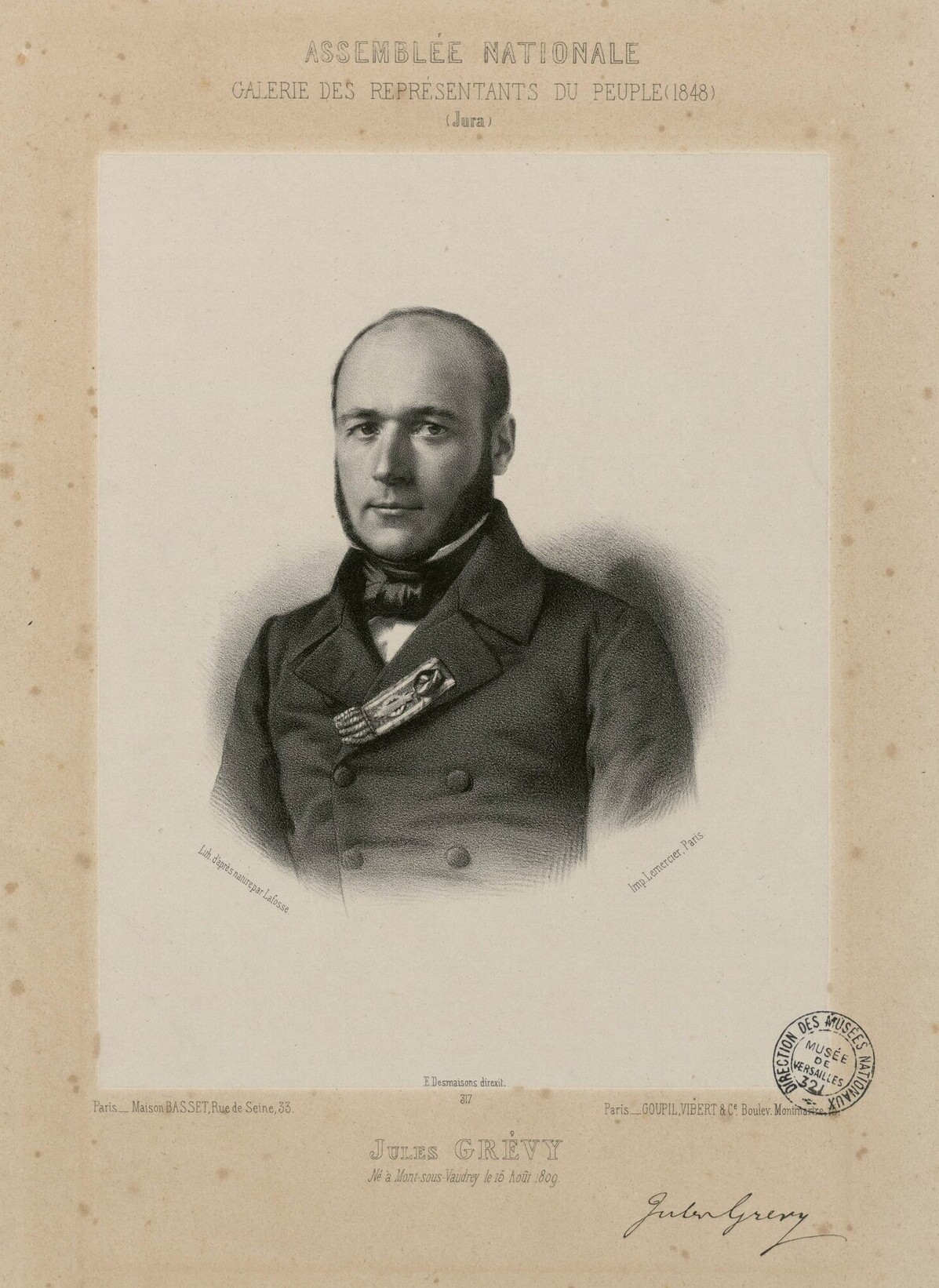
Affiche présentant Jules Grévy en tant que député du Jura (1848).

En avril 1848, deux mois après la proclamation de la Deuxième République, se tiennent des élections législatives visant à élire une Assemblée nationale constituante. Ce sont les deuxièmes élections (après celles de 1792) à se dérouler au suffrage universel masculin, avec un nombre d'électeurs jurassiens multiplié par plus de 60.
Après une première primaire infructueuse au sein du camp républicain, un nouveau scrutin se tient à Dole, fief révolutionnaire. Jules Grévy arrive en troisième et dernière position, derrière Antoine Commissaire, son commissaire adjoint dans le Jura, et Antoine Sommier, adjoint au maire de Lons-le-Saunier. Il pâtit de son positionnement modéré et de ses fonctions de commissaire du gouvernement, qui selon le comité républicain le soumet à un devoir de neutralité.
Malgré ce revers, Jules Grévy se présente à la députation. Il bénéficie notamment d'un appui tacite et pragmatique de l'évêché de Saint-Claude, une situation qui conduit des républicains radicaux à se plaindre au ministère de l'Intérieur. À l'issue du vote des 23 et 24 avril 1848, Jules Grévy est le mieux élu des députés du Jura, recueillant plus de 65 000 voix ; sont notamment battus le révolutionnaire Antoine Sommier (18 000 suffrages) et le maire de Lons-le-Saunier nommé par Grévy, Xavier Loiseau (9 000 voix).
Au total, le Jura envoie à l'Assemblée nationale constituante cinq conservateurs et trois membres du centre gauche. Davantage connus que leurs adversaires, Jules Grévy et le député républicain modéré sortant Joseph Cordier arrivent en tête dans l'ensemble des cantons du département, sauf à Morez.

#### Amendement Grévy
Élu vice-président de l'Assemblée nationale constituante dès l'ouverture de la législature, Jules Grévy intervient dans tous les débats d'ordre juridique. Il prend la première fois la parole le 21 juin 1848, lors d'une discussion relative aux boissons, un sujet qui préoccupe particulièrement les habitants du Jura, terre viticole. Lors des journées de Juin, il s'oppose à la mise en état de siège de Paris. En août, il signe un amendement contre un projet de décret sur le cautionnement de la presse et s'oppose aux poursuites contre les républicains révolutionnaires Louis Blanc et Marc Caussidière.
Lors des débats relatifs à l'élaboration de la Constitution, principale mission de l'Assemblée, Jules Grévy propose un amendement visant à supprimer la présidence de la République en fusionnant ses fonctions avec celles du président du Conseil des ministres, qui serait élu par l'Assemblée et responsable devant elle. Le texte montre son refus de légitimer le pouvoir d'une seule personne, son idéal républicain reposant sur un pouvoir exercé par une assemblée :

« L'Assemblée nationale délègue le pouvoir exécutif à un citoyen qui reçoit le titre de « président du Conseil des ministres ». [Celui-ci] est nommé par l'Assemblée nationale, au scrutin secret et à la majorité absolue des suffrages. Il est élu pour un temps illimité. Il est toujours révocable. »

La radicalité de cette proposition surprend dans la mesure où Jules Grévy est considéré comme un modéré. Lors des débats du 6 octobre 1848, il lui est objecté que son projet consiste à donner les pleins pouvoir à l'Assemblée, à l'instar de la Convention nationale. Jules Grévy dénonce de son côté « un pouvoir monarchique » du fait de l'étendue des pouvoirs du président de la République, « la force immense que donne des millions de voix » avec l'élection présidentielle au suffrage universel et le risque d'un coup d'État. Unanimement soutenu à l'extrême gauche, combattu par Alphonse de Lamartine à la tribune de l'Assemblée, l'amendement est rejeté par 643 voix contre 158 le 7 octobre 1848.
Cependant, il parvient à convaincre ses pairs lors d'une discussion concernant un amendement relatif aux pouvoirs du président de la République : s'opposant à Adolphe Crémieux, il défend les prérogatives de l'Assemblée constituante.

#### Réélection de 1849
Lors des élections législatives des 13 et 14 mai 1849, faisant suite à la dissolution de l'Assemblée nationale constituante par le parti de l'Ordre pour devenir majoritaire, Jules Grévy est réélu député, siégeant cette fois à l'Assemblée nationale législative.

### Activités sous le Second Empire
Lors des élections législatives des 13 et 14 mai 1849, Jules Grévy est élu membre de l'Assemblée nationale législative, dont il devient vice-président. Il défend la liberté de la presse, s'oppose à la loi du 9 août 1849 sur l'état de siège et dénonce l'« expédition de Rome ».
Lors du coup d'État du 2 décembre 1851, il est arrêté et emprisonné à Mazas. Il est rapidement libéré.
Retourné au barreau, il est élu membre du conseil de l'ordre des avocats du Barreau de Paris en 1862, puis, en août 1868, bâtonnier de l'ordre des avocats.

### Président de l'Assemblée nationale

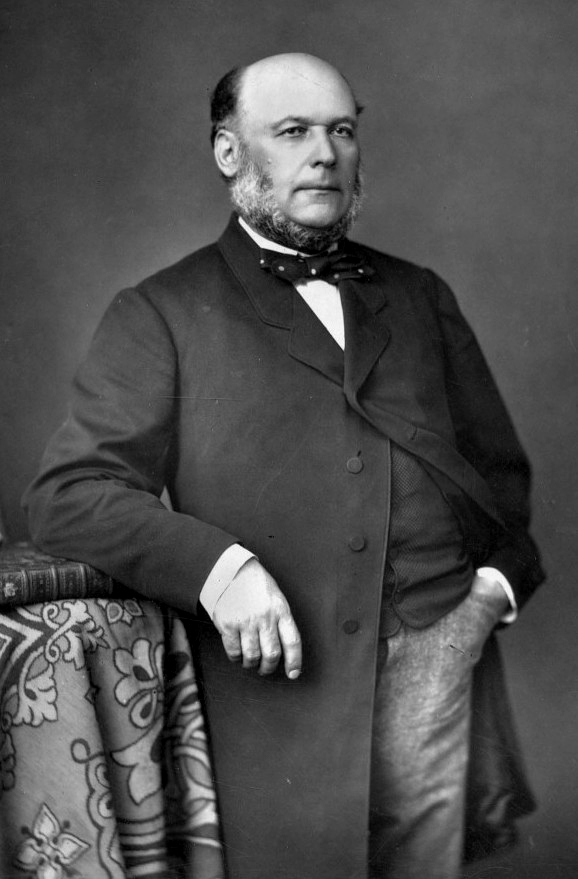
Jules Grévy dans les années 1870.

Jules Grévy revient en politique à la fin du Second Empire. Largement élu député du Jura en 1868, il fait partie des dirigeants de l'opposition.
En 1870, avec notamment Adolphe Thiers et Léon Gambetta, il est hostile à la déclaration de guerre contre la Prusse par Napoléon III. Il organise la défense nationale et intègre les rangs des républicains modérés.
Le 16 février 1871, il est élu président de l'Assemblée nationale.
Lors d'un débat sur les prérogatives de la ville de Lyon, le 1er avril 1873, il tente sans succès de ramener l'ordre alors que la droite conspue l'orateur républicain ; sous les applaudissements de la gauche et du centre gauche, il lève alors la séance en menaçant de quitter ses fonctions. Considérant que son autorité a été amoindrie, Jules Grévy fait lire sa lettre de démission le lendemain. Cette décision stupéfait les députés, qui lui demandent de revenir sur sa décision par 349 suffrages contre 231.
Mais Jules Grévy refuse de retrouver son fauteuil de président de l'Assemblée nationale et Louis Buffet lui succède. Alors que des républicains lui reprochent d'avoir abandonné son mandat en pleine période d'incertitudes et de manœuvres royalistes, il expliquera plus tard à l'écrivain Élie Sorin qu'il n'entendait pas cautionner les « complots d'une majorité monarchique » et qu'il craignait de devoir un jour proclamer le retour de la monarchie dans le cadre de ses fonctions.
Après Jules Grévy, c'est Adolphe Thiers qui apparaît comme la cible des conservateurs, menés par Patrice de Mac Mahon (légitimiste) et par Albert de Broglie (orléaniste). Le 24 mai 1873, après la mise en minorité de son gouvernement par l'Assemblée nationale, le président de la République démissionne. À l'élection présidentielle du même jour, non-candidat, Jules Grévy recueille une voix face au maréchal de Mac Mahon.
Redevenu simple député, Grévy appelle à l'unité des républicains et adopte le même leitmotiv qu'en 1848 : « N'effrayez pas si vous voulez vous maintenir ! ». Alors que beaucoup s'attendaient à ce qu'il prenne la tête d'une coalition de la gauche, il se tient en retrait pendant plusieurs mois.

### Président de la Chambre des députés

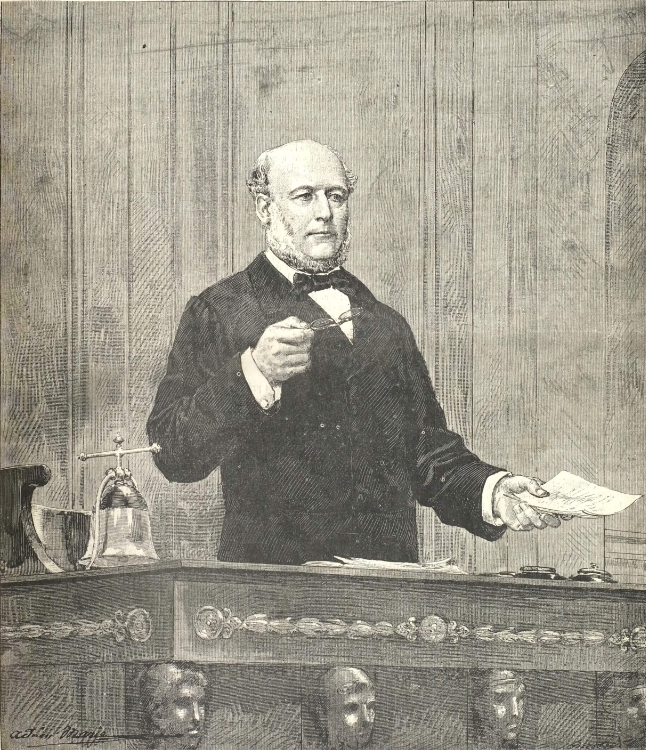
Jules Grévy lisant la lettre de démission du président Patrice de Mac Mahon à la tribune de la Chambre des députés, le 30 janvier 1879 (L'Illustration du 8 février 1879).

Élu aux élections législatives de 1876, Jules Grévy préside la Chambre des députés à partir du 8 mars 1876, date à laquelle il est élu président provisoire avec 414 voix sur 433 votants. Son élection est confirmée le 13 mars avec 462 voix : alors que tous les groupes ont voté pour lui, Le Figaro relève que « jamais président n'eut eu pareil triomphe »,. Il succède ainsi indirectement au monarchiste Gaston d'Audiffret-Pasquier, dernier président de l'Assemblée nationale, et se voit constamment réélu par la suite.
Il est signataire du manifeste des 363 lors de la crise du 16 mai 1877, se montrant particulièrement ferme dans la défense de la Chambre,.
En septembre 1877, il prononce l'éloge funèbre d'Adolphe Thiers, à qui il succède à la tête du parti républicain.

## Président de la République

### Premier mandat

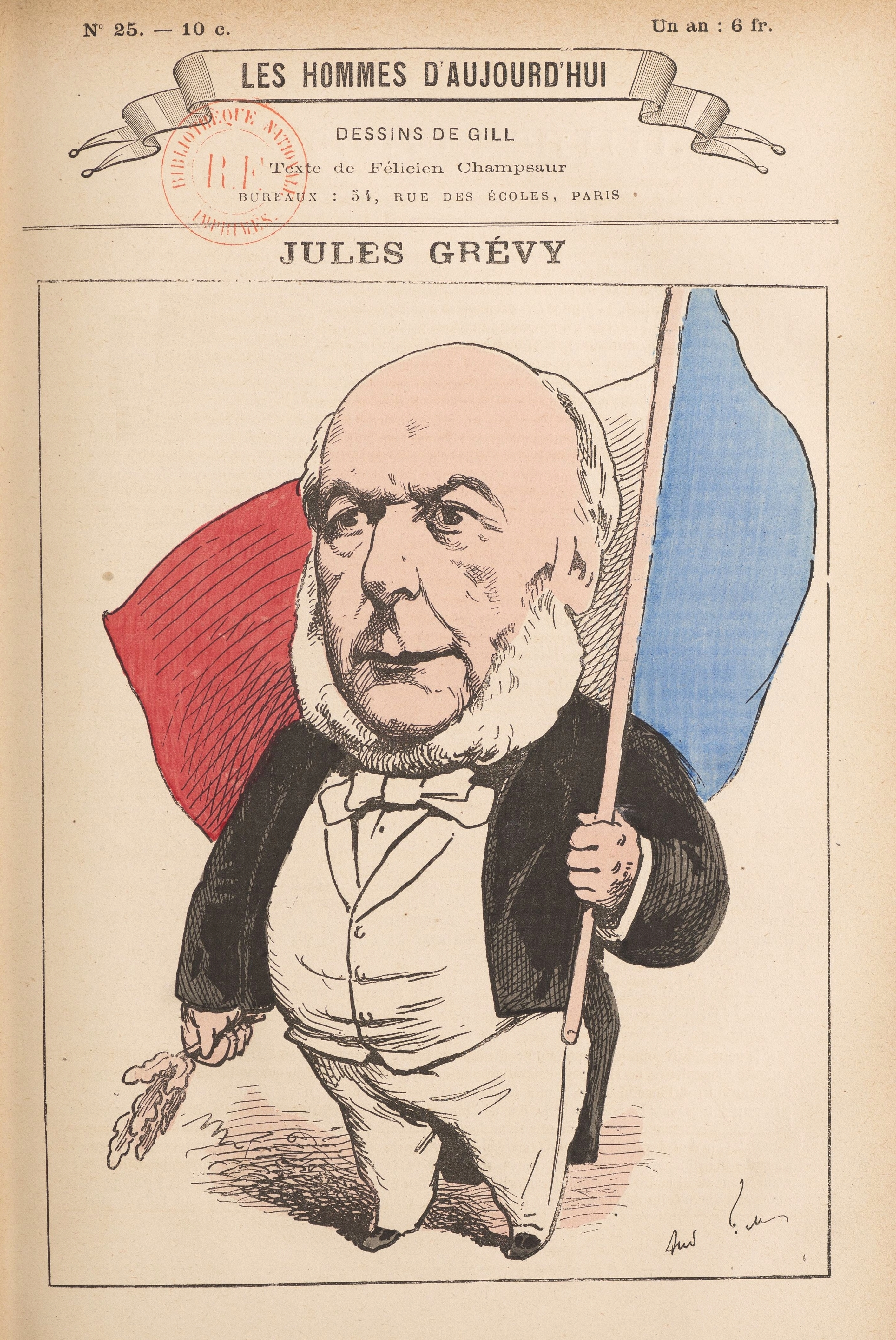
Une de la revue Les Hommes d'aujourd'hui après l'élection de Jules Grévy à l'Élysée.

#### Pérennisation de la République
Le 30 janvier 1879, le président Mac Mahon démissionne après avoir refusé de signer le décret révoquant certains généraux. Le jour-même, les parlementaires élisent Jules Grévy à la présidence de la République, par 563 voix. Il est le premier républicain à exercer cette fonction[réf. souhaitée].
Dans son discours devant le Sénat du 6 février 1879, il annonce qu'il n'ira jamais à l'encontre de la volonté nationale, et de fait, abandonne l'exercice du droit de dissolution. Jules Grévy renonce ainsi à la conception dualiste du régime parlementaire instauré par son prédécesseur (le maréchal de Mac Mahon) en établissant un système moniste du régime. On parle dès lors de « Constitution Grévy » (expression du constitutionnaliste Marcel Prélot), dans la mesure où ses successeurs vont respecter cette conception moniste. Laquelle affaiblissait les prérogatives de l'exécutif, notamment du président de la République, au profit du législatif : c'est l'accouchement d'un régime parlementaire. Le lendemain, Léon Gambetta déclare : « Depuis hier, nous sommes en République ». La révision de la Constitution a lieu du 19 au 21 juin. Elle porte notamment sur des mesures qui pérennisent les symboles de la République : le 14 juillet et La Marseillaise sont adoptés comme symboles. D'une part, les deux Chambres sont transférées à Paris, d'autre part le président de la République élit officiellement domicile au palais de l'Élysée.

#### Politique générale

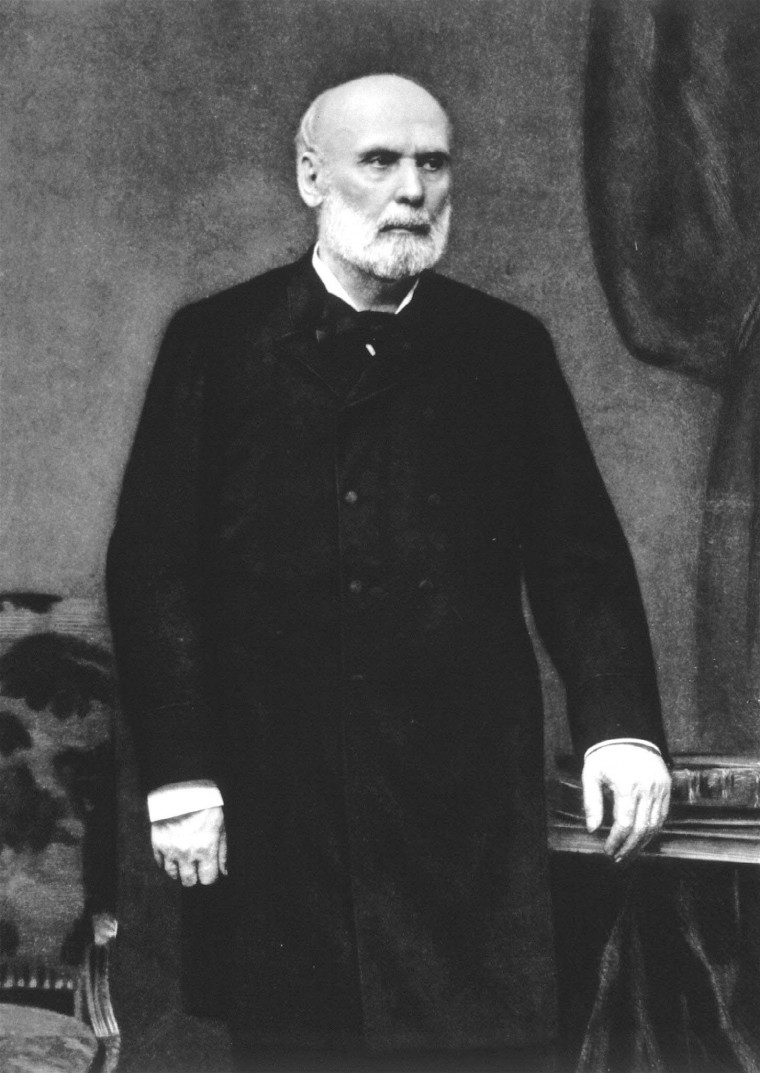
Portrait de Jules Grévy durant sa présidence.

Jules Grévy célèbre la première fête nationale le 14 juillet 1880 à l’hippodrome de Longchamp, où il remet de nouveaux drapeaux aux armées françaises. Ses ministères doivent faire face au krach financier de l'Union générale, le 19 janvier 1882. Gambetta, porté par le succès des élections législatives de 1881, doit pourtant démissionner, l'année suivante, en raison des oppositions à son projet de réforme de la Constitution. En 1881, la liberté de réunion sans autorisation est accordée et en 1884, les anciens membres de la famille royale déclarés inéligibles aux élections républicaines.
En politique extérieure, le président Grévy se montre très attaché à la paix, ce qui lui vaut un conflit avec le boulangisme naissant, revanchard contre l'Empire allemand. Il s'oppose également à l'expansion coloniale, pourtant voulue par Léon Gambetta ou encore Jules Ferry. Ainsi en 1881, un protectorat sur la Tunisie est créé, entre 1883 et 1885 l'Annam et le Tonkin sont occupés et en 1885, un protectorat instauré sur le royaume de Madagascar. En 1882, un égyptologue pasticha la politique coloniale de la France en composant une titulature pharaonique de Jules Grévy, dont l’épithète « celui qui repousse les Khroumirs » faisait allusion à la campagne de Tunisie de l’année précédente. Dans L'Histoire des Présidents, les auteurs écrivent : « Grévy n'était pas un homme de premier plan mais il exerça une influence certaine quoique discrète. Malgré son autoritarisme il accepta de laisser gouverner ceux qu'il avait choisis. Mais il évita de confier le soin de former le gouvernement à une personnalité trop forte qui aurait pu lui porter ombrage ». Ainsi, sa rivalité avec Gambetta se manifeste dans la mesure où il s'efforce de l'écarter de la présidence du Conseil ; celui-ci ne siègera que 73 jours au sein de son « Grand ministère ». Il essaie également de cantonner Jules Ferry dans un rôle secondaire, préférant nommer des modérés comme Freycinet.
Dans les pages qu’il a consacrées à Grévy dans L'Élysée, histoire d'un palais (2010), Georges Poisson évoque le peu de prestige et la pingrerie du personnage : « Le président recevait, en plus de sa liste civile, 600 000 francs de frais de déplacement… sans se déplacer, et des frais de représentation, sans représenter ». Henri Rochefort racontait l’histoire d’un jeune homme en tenue de soirée qui avait été arrêté après avoir volé un petit pain et qui s’excusa en disant qu’il sortait d’un dîner chez le président de la République. « Il fut immédiatement relâché et les passants firent une collecte en sa faveur ».
C'est à l'occasion de la mort de Victor Hugo, qu'il décide, le 1er juin 1885, de rendre le statut de temple républicain au Panthéon de Paris, pour y déposer son corps, statut qu'il a conservé depuis lors. Des funérailles y sont organisées le 1er juin 1885.

#### Réélection à la présidence

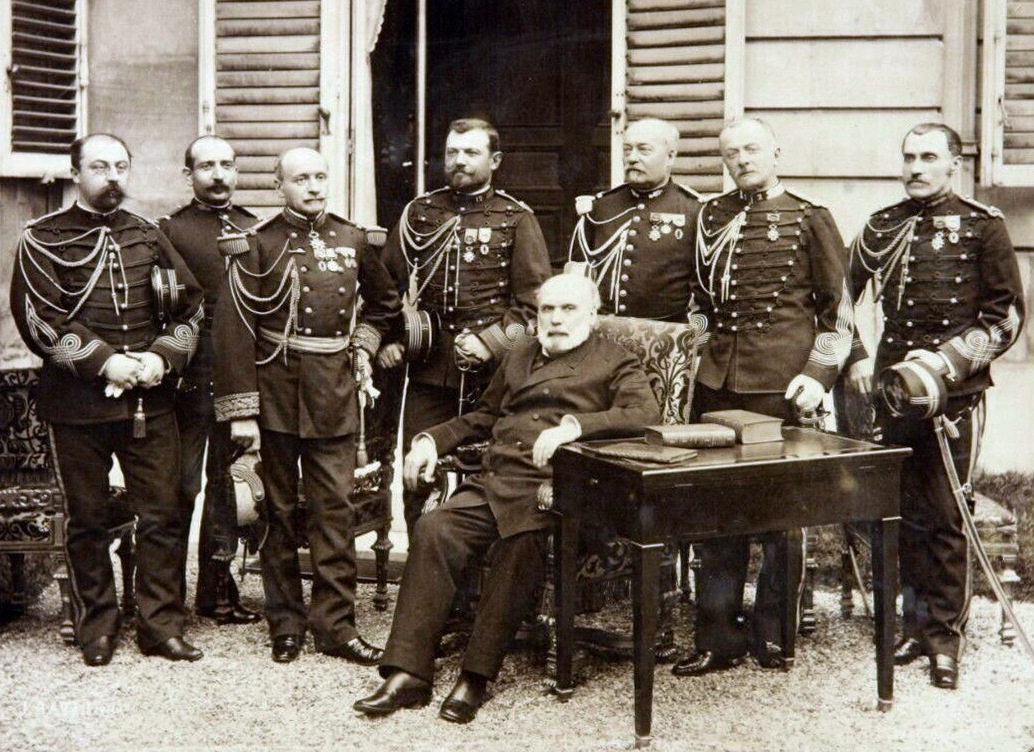
Jules Grévy avec des militaires au palais de l’Élysée, en 1886.

À 78 ans, Jules Grévy hésite dans un premier temps à se présenter à l'élection présidentielle du 28 décembre 1885, avant de se décider à briguer un second mandat. À l'issue d'un congrès émaillé d'incidents en raison notamment des protestations de la droite contre l'invalidation de l'élection de plusieurs de ses parlementaires, Jules Grévy est réélu pour un nouveau septennat par 457 voix, soit 106 suffrages de moins qu'en 1879. À l'annonce de sa victoire, un élu s'écrie : « Il ne vous reste plus qu'à l'embaumer ! ».
Bien qu'attendue, sa réélection est moins confortable qu'espérée. Un éditorial du Figaro relève : « Au dernier moment, on a essayé de petits complots qui, pris à temps, auraient d'ailleurs peut-être réussi. Ils étaient dirigés moins contre M. Grévy que contre son gendre, M. Wilson. Ce personnage, à tort ou à raison, est antipathique : on ne formule contre lui que des appréciations vagues ; on ne dit pas au juste dans quel sens il peut avoir sur M. Grévy la mauvaise influence qu'on suppose ».
Le second mandat de Jules Grévy commence le 30 janvier 1886.

### Second mandat

#### Scandale des décorations

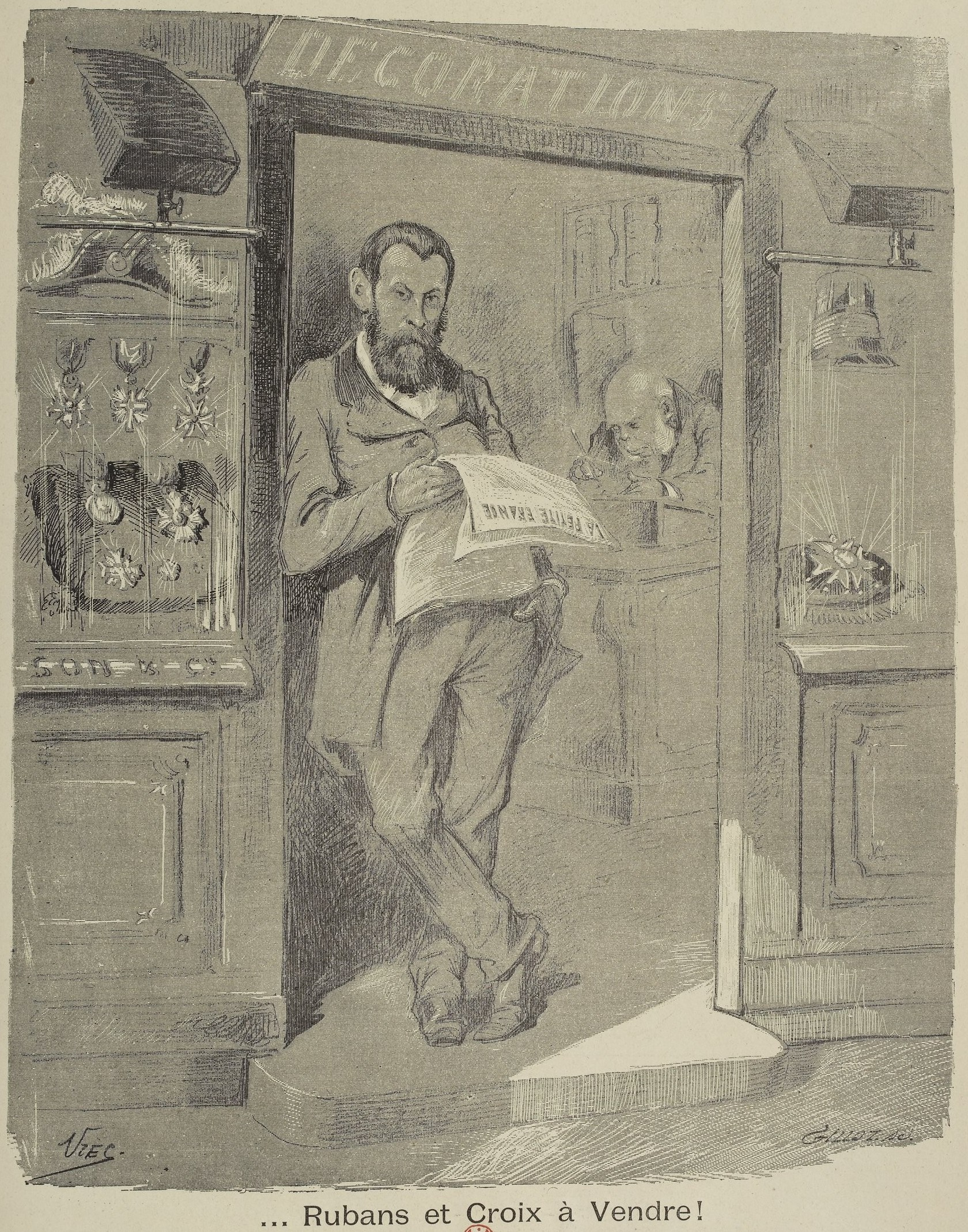
Caricature du président Grévy et de son gendre, Daniel Wilson, avec pour légende « Rubans et croix à vendre » (Le Courrier français).

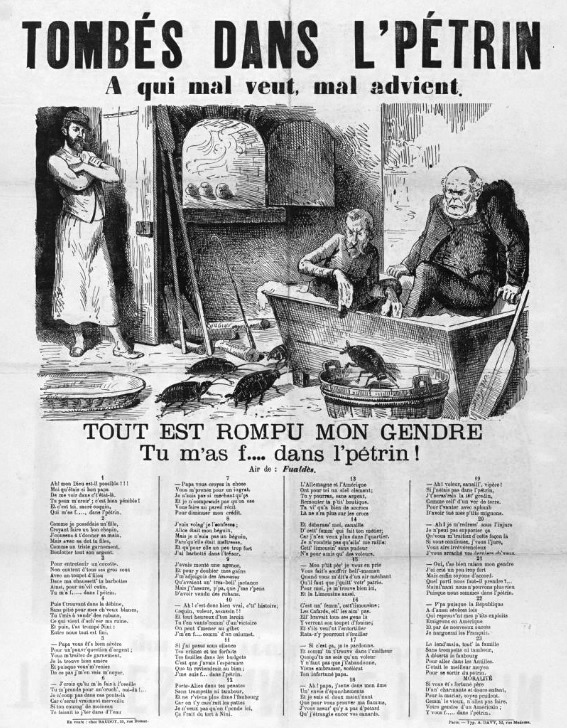
Caricature et retranscription d'une chanson sur Jules Grévy et son gendre : « Tombés dans l'pétrin ».

Début octobre 1887, Le XIXe siècle révèle que le général Louis Charles Caffarel serait à l'origine d'un trafic de l'ordre national de la Légion d'honneur. L'influent gendre du chef de l'État, Daniel Wilson, homme d'affaires, député radical d'Indre-et-Loire, ancien sous-secrétaire d’État aux Finances, considéré comme l'homme de confiance de Jules Grévy, est ensuite accusé de mettre à profit sa situation à l'Élysée pour trafiquer des nominations de Légion d'honneur contre d'importantes participations dans ses entreprises de presse.
Une virulente campagne de presse met sous pression le président de la République, qui signe les décrets d'attribution de la Légion d'honneur. Au fil des semaines, les principaux quotidiens du pays, comme Le XIXe siècle, Le Gaulois, Le Petit Journal ou Le Matin, révèlent régulièrement de nouveaux éléments, notamment des noms de bénéficiaires et de complices. Le mot « Ah ! quel malheur d’avoir un gendre ! » est popularisé, tandis que les chansonniers s'en donnent à cœur joie,.
Les juristes Pierre Lascoumes et Frédéric Audren écrivent en 2019 : « [Wilson] a vraisemblablement commencé à suggérer certaines nominations dans l’ordre de la Légion d'honneur à Jules Grévy dès les années 1882 et 1883. […] Des travaux récents ont ruiné l’image du rigoureux Grévy sous influence de l’aventurier Wilson. De tels travaux ont souligné le climat de faveur et de compromission autour d’un clan Grévy passablement enrichi pendant ses années élyséennes, et donc d’un Grévy en parfait accord avec son gendre ».
Mais dans cette affaire, un vide juridique existe et les éléments de preuve manquent. En 1888, après avoir été condamné en première instance par la 10e chambre du tribunal correctionnel de la Seine pour « escroquerie », Daniel Wilson est acquitté en appel. Par ailleurs, une seule personne se voit retirer la Légion d'honneur. Le gendre du président sera ensuite réélu député en 1893 puis en 1898. Ce pourquoi il était accusé donne lieu en 1889 à la création du délit de trafic d'influence, qui s’ajoute à celui de corruption (qu'elle soit active ou passive).

#### Démission
Le 5 novembre 1887, par 436 voix contre 84, une commission d'enquête est votée à la Chambre des députés. Par la suite, les chambres appellent à la démission Jules Grévy, qui dans un premier temps refuse. Le 19 novembre, le gouvernement Rouvier est renversé par 317 contre 228 voix. Cependant, Grévy refuse les demandes de démissions de Rouvier et cherche un successeur, mais tous les élus pressentis se récusent l'un après l'autre. Grévy, comprenant finalement qu'il ne peut rester, cherche à tenir le bon rôle en poussant la Chambre à la faute. Il indique le 25 novembre qu'il présentera sa lettre de démission le 1erdécembre. Mais le jour prévu, Rouvier se retrouve sans la lettre de démission. La Chambre vote par 522 voix que le Président donne sa communication
Après huit ans et dix mois de présidence, Jules Grévy finit par démissionner le 2 décembre 1887.
Présentée comme la première d’une série à partir des années 1880, cette affaire contribue au discrédit de la République et alimente la crise boulangiste.
Après l'annonce de la démission du président, Le Gaulois publie le papier suivant : « Puisque vous en appelez à la France en démissionnant Monsieur le Président, voici ce que la France vous répondra : « Tu as passé neuf années au pouvoir. Tu as trouvé en arrivant nos coffres plein d'or, tu les laisses vides. Tu as brisé la carrière de braves officiers. Tu as flétri l'enfance, désespéré les moribonds… Tes victimes sont innombrables : si leurs âmes irritées te poursuivais dans tes songes, tu ne dormirais pas tranquille une seule des nuits qu'il te reste à passer sur ta terre. Voilà ta paix, voilà ton ordre, voilà ta liberté ! » ».
À l’issue de l’élection présidentielle du 3 décembre 1887, Sadi Carnot est préféré à Jules Ferry pour succéder à Jules Grévy.

### Héritage
Jules Grévy reste le symbole de la mise en place des idées républicaines dans les institutions politiques. Il a imposé un style dans la manière d'exercer la fonction de président de la République.
Sa pratique du pouvoir, qui se traduit par l’effacement quasi-total du président de la République, sera ultérieurement appelée « Constitution Grévy ». En outre, par aversion à l'égard de Gambetta, Jules Grévy est accusé d’avoir faussé le jeu parlementaire, écartant le chef de la majorité de la Chambre des députés et confiant la présidence du Conseil à des personnalités plus proches de lui. Pour ces deux raisons, il est jugé, au moins en partie, responsable de l'absence d'un pouvoir exécutif fort et de l'instabilité des gouvernements successifs de la IIIe République,.

## Fin de vie et obsèques

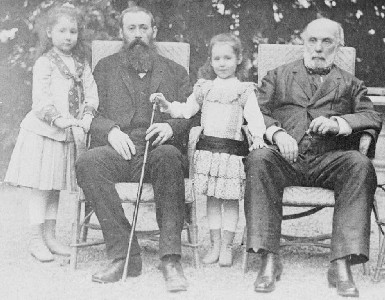
Jules Grévy avec son gendre, Daniel Wilson, et deux de ses petites-filles, en 1889.

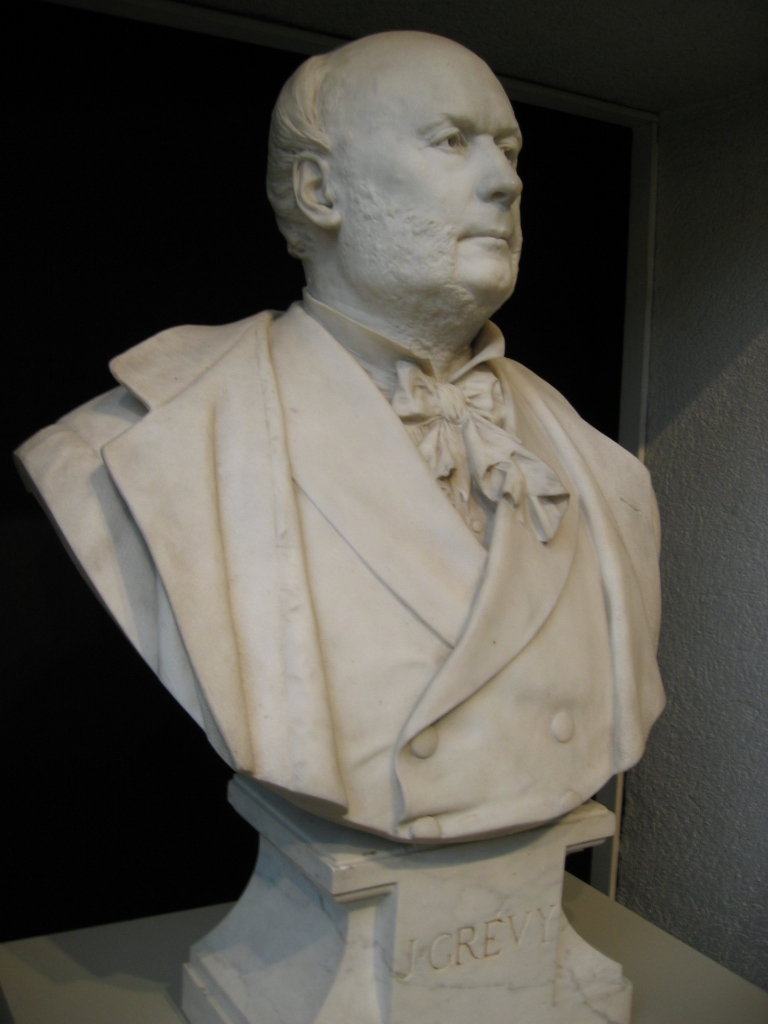
Buste en marbre de Jules Grévy par Carrier-Belleuse, exposé au musée des beaux-arts et d'archéologie de Besançon.

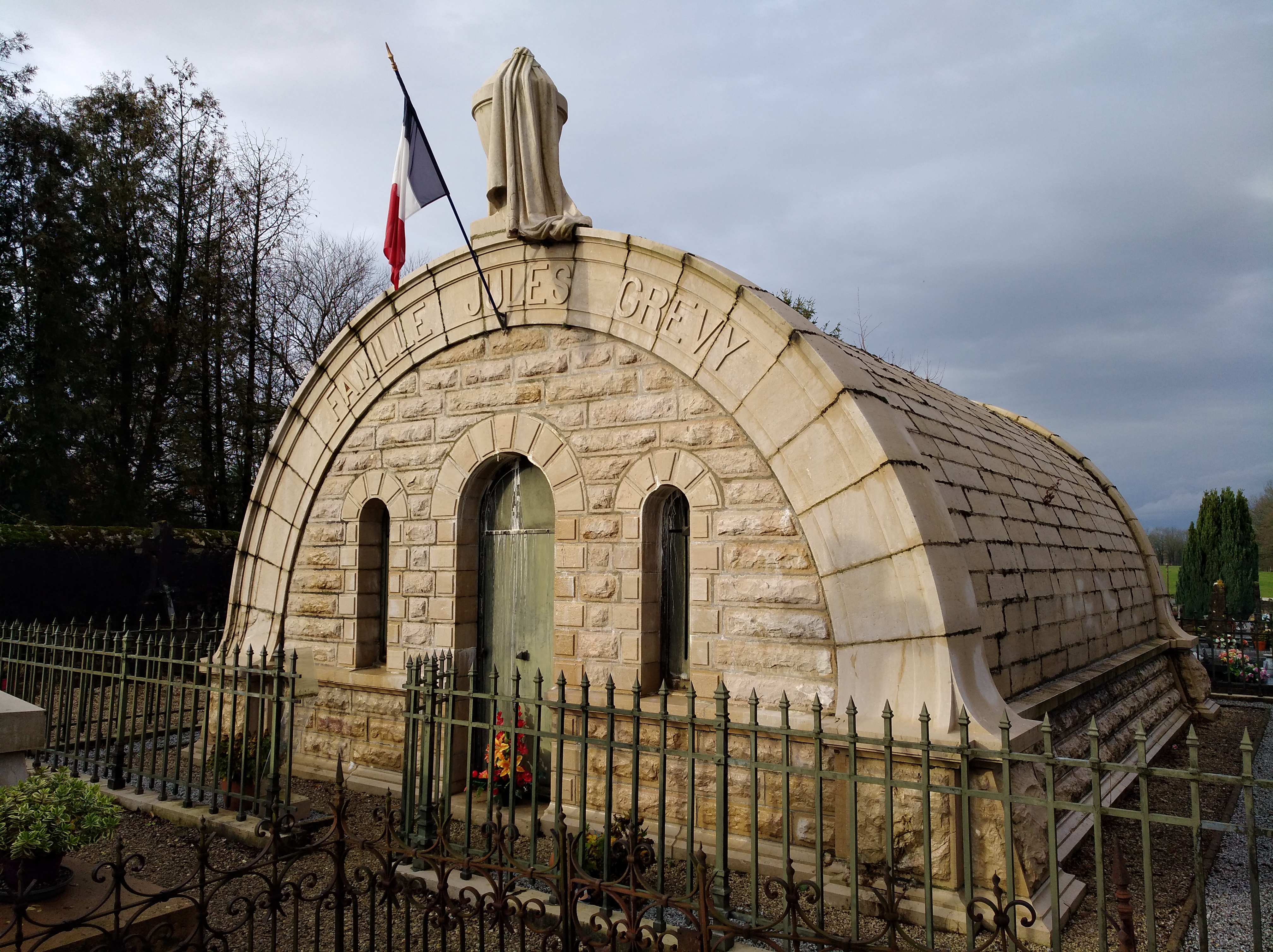
Mausolée de la famille Grévy, à Mont-sous-Vaudrey, en 2018.

### Retraite à Mont-sous-Vaudrey et Paris
Lors de sa démission, Jules Grévy est âgé de 80 ans. Il vit mal son départ du pouvoir. En effet, il considère qu’il a été de bonne foi en faisant confiance à son gendre et estime que la pression exercée par le pouvoir législatif a été inconstitutionnelle car empiétant sur les prérogatives de l’exécutif.
Après l’Élysée, Jules Grévy se retire dans son château de sa commune natale de Mont-sous-Vaudrey – où il jouit d’une popularité certaine – tout en continuant de se rendre à son hôtel parisien situé avenue d’Iéna. Il pratique la chasse et échange fréquemment avec les hommes politiques lui étant restés fidèles.
Condamné en première instance à deux ans de prison et cinq ans de privation de ses droits civiques et politiques pour « escroquerie », Daniel Wilson est acquitté par la cour d’appel de Paris en mars 1888. Après quelques années de retrait de la vie politique, il est réélu député en 1893, 1894 et 1898,.

### Mort et funérailles nationales
Au début du mois de septembre 1891, l’ancien président de la République tombe malade. Rapidement, son rhume se transforme en grippe et dégénère. Il meurt finalement des suites d’une congestion pulmonaire, le 9 septembre, à son domicile de Mont-sous-Vaudrey, à l'âge de 84 ans,.
Son corps est exposé dans une chapelle ardente. Des obsèques nationales ont lieu le 13 septembre dans son village natal, en présence du général Brugère, représentant du président de la République, de personnalités politiques comme Charles de Freycinet, Philippe Le Royer, Charles Floquet, Armand Fallières et Jules Ferry, ainsi que de nombreux hauts fonctionnaires,.

## Positionnement politique
Jules Grévy a la réputation d'être un franc-tireur, ne respectant pas toujours les consignes de son parti.
Véritable républicain opportuniste (ou modéré), il se montre attaché au principe de légalité et hostile à tout sentiment révolutionnaire, considérant que l'insurrection doit être réprimée et que le peuple doit être souverain uniquement dans les urnes.
Un journaliste de son époque écrit : « Tout son art consiste dans ce rare équilibre de toutes ses facultés qui procèdent toujours d'un mouvement aussi égal que celui des oscillations d'un pendule autour du point de suspension ; il n'avance ni ne retarde ; il suit correctement, régulièrement, sans secousses ni efforts, son impulsion première ; s'il semble précipiter ou contenir sa marche, regardez de plus près : vous constaterez qu'il est demeuré le même, mais que les pulsations de l'opinion publique se sont accélérées ou ralenties […] ».
Sa recherche de conciliation apparaît clairement dans l'un de ses discours prononcé en tant que commissaire du gouvernement du Jura (1848) : « […] L'esprit réactionnaire peut relever et replâtrer encore le système écroulé : les beaux noms n'ont jamais manqué aux mauvaises choses. Évitons cet écueil ; ne recommençons pas 1830 ! Prenons garde d'employer à la construction de l'édifice nouveau les ouvriers et les matériaux de l'ancien […]. Point de réaction mais aussi point de faiblesse ».
Il s'oppose à Jules Ferry et Léon Gambetta, à qui il déclare en 1871 : « Faites ce que vous voudrez, vous ne serez jamais républicain ; vous êtes destiné à mourir dans la peau d'un rebelle ».

## Particularités et records
Jules Grévy présente des particularités notables et établit plusieurs records durant sa présidence :
- il est le premier président républicain de l'histoire ;
- il est le premier président à être réélu sous la Troisième République – et le seul avec Albert Lebrun en 1939 ;
- sa présidence est la plus longue de la Troisième République (8 ans, 10 mois et 2 jours) ;
- à ce jour dans l'histoire française, il est le président de la République à avoir été réélu à l'âge le plus avancé (78 ans) et à avoir quitté ses fonctions le plus vieux (80 ans) ;
- il est le seul Jurassien à avoir accédé à la magistrature suprême.

Il fait partie des plus grands chefs d'État de par sa taille, 1,90 m, alors que la moyenne pour les hommes est à cette époque ne dépassait pas 1,65 m. Après avoir longtemps porté des favoris et une courte barbe en collier sans moustache, il modifie en 1881 le port de sa barbe, qui devient plus fournie.

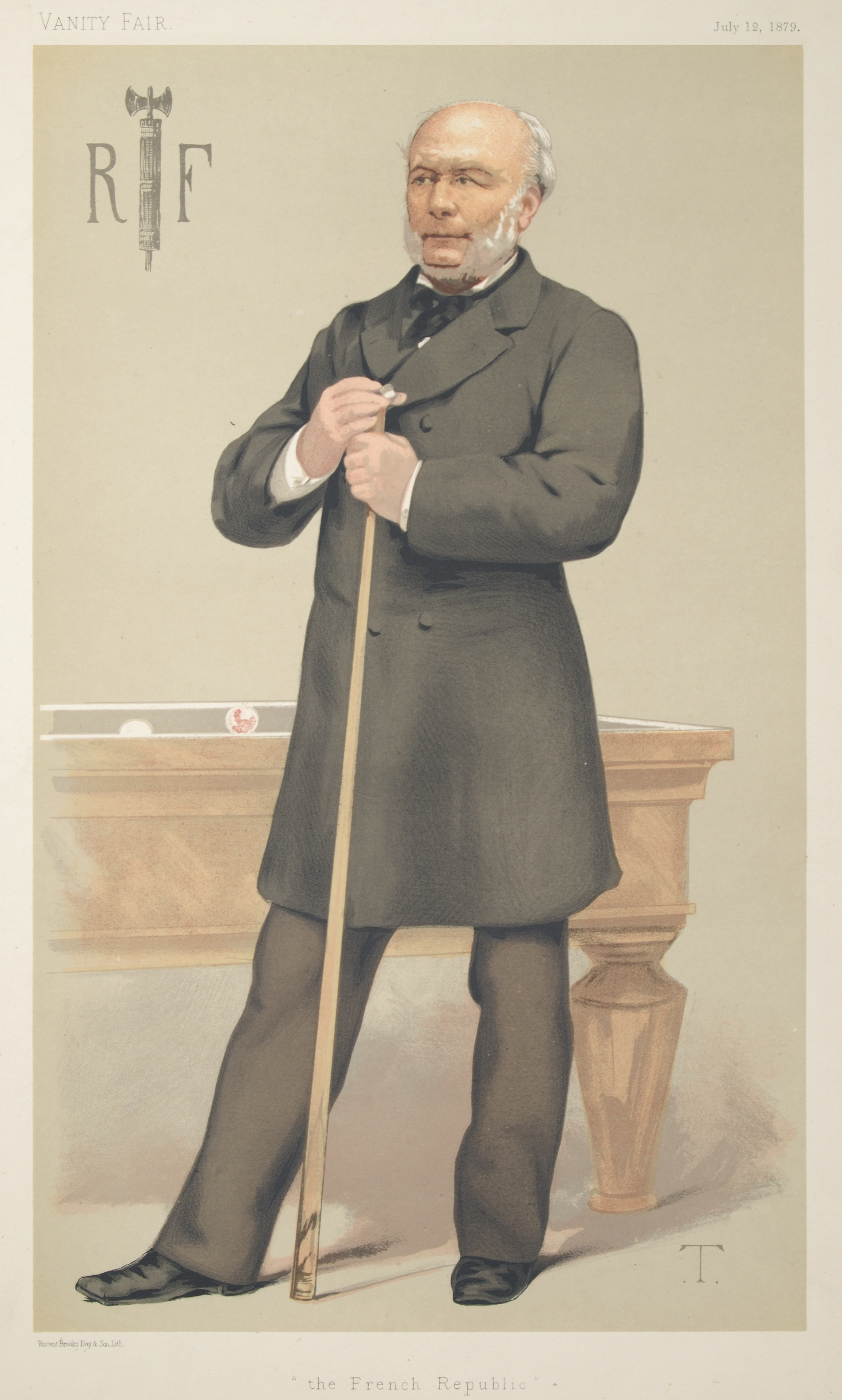
Caricature de Jules Grévy en joueur de billard (par Théobald Chartran, dans Vanity Fair, 1879).

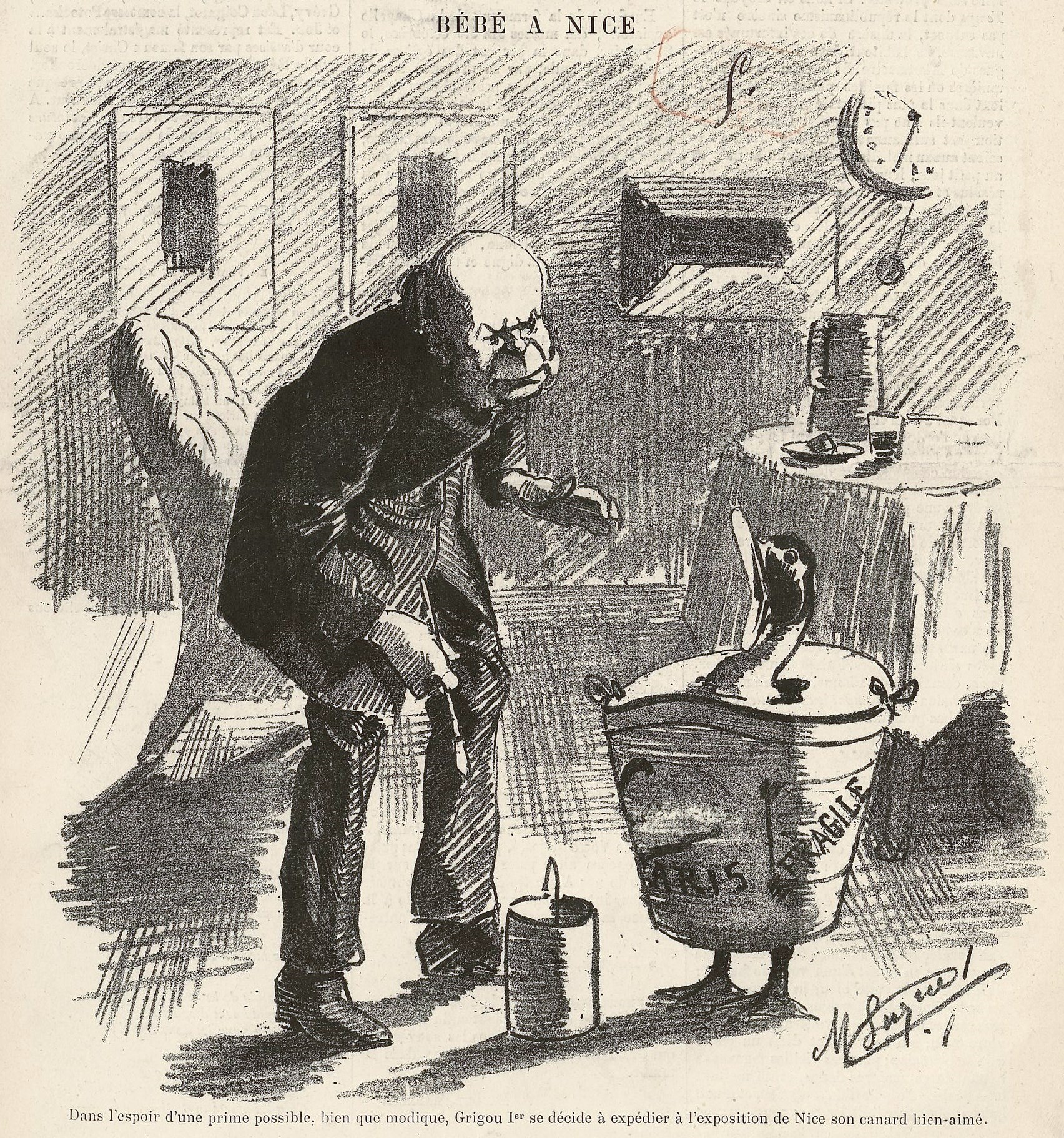
Caricature présentant Jules Grévy en train d’alimenter le canard « Bébé » (par Manuel Luque, dans Le Monde parisien, 1884).

Jules Grévy est un grand amateur d'échecs puis de billard, étant réputé pour être l'un des meilleurs joueurs de Paris. En 1877, un numéro de La Lune rousse est censuré en raison d'un dessin satirique le représentant en train de jouer aux échecs.
Selon une rumeur répandue par les chansonniers et caricaturistes, il aurait possédé comme animal domestique favori un canard nommé Bébé, à qui il apportait régulièrement à manger dans les jardins du palais de l'Élysée. Mais pour le colonel Lichtenstein, Jules Grévy – dont il faisait partie de la maison militaire – n’aurait pas eu « de canard favori auquel il aurait, dit-on, donné des soins spéciaux ».

## Décorations
- Grand-croix de la Légion d'honneur en 1879 et grand maître de la Légion d'honneur du 30 janvier 1879 au 2 décembre 1887 en tant que président de la République.
- Chevalier de l'ordre de la Toison d'or en 1882.  Royaume d'Espagne
- Chevalier de l'ordre des Séraphins[57]

## Iconographie

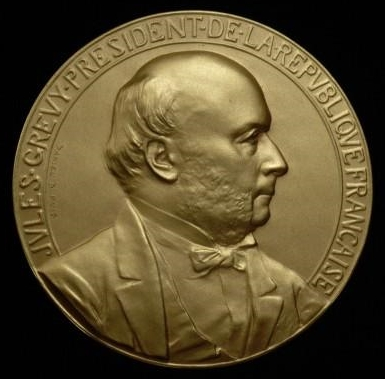
Médaille de Jules Grévy par Daniel Dupuis.

Une médaille à l'effigie de la République, œuvre du graveur Maximilien Louis Bourgeois, fut distribuée aux députés et aux sénateurs pour commémorer la réélection de Jules Grévy à la présidence de la République le 28 décembre 1885. L'exemplaire ayant appartenu à Henri Rochefort est conservé au musée Carnavalet (ND 5160).
- 1880 : buste en marbre exposé au Salon
- 1882 : buste en porcelaine dure de Sèvres (Cité de la céramique - Sèvres et Limoges)
- 1882 : caricature de Jules Grévy représenté en sphinx royal, parue dans une réédition du Trombinoscope de Touchatout[33].
- 1893 : statue sculptée par Falguière (Thiébaut fondeur) érigée place Jules Grévy, à Dole (Jura)  mais fondue en 1942 sous le régime de Vichy.

## Postérité
Ayant reçu un spécimen d'une nouvelle espèce de zèbre, en 1882, il en fit don au Jardin des plantes. On nomma alors cette espèce « zèbre de Grévy ».